# Marvin Fritz
Marvin Fritz (Mosbach, 20 aprile 1993) è un pilota motociclistico tedesco.

## Carriera
Ha cominciato a gareggiare nel campionato nazionale tedesco nel 2005 nella Junior Cup, per passare dall'anno successivo alle 125 e piazzarsi all'11º posto in classifica. I due anni successivi corre sempre nello stesso campionato, migliorando la sua posizione e arrivando al 3º posto nel 2007 e al 4º nel 2008.
Esordisce nella classe 125 del motomondiale nel 2008 con la Seel nel Gran Premio casalingo, in qualità di wild card. Nel 2009 corre il Gran Premio d'Olanda sempre come wild card a bordo di una Honda, ottenendo due punti. Nel 2010 corre il Gran Premio casalingo sempre utilizzando una wild card, prende parte anche al campionato europeo svoltosi in gara unica ad Albacete dove però si ritira dopo due giri. Corre lo stesso Gran Premio, ancora come wildcard, anche nel 2011. Nel 2012 disputa la prima metà di stagione nel Campionato europeo Superstock 600 dove, con una Kawasaki ZX-6R, si classifica ventitreesimo.
Nel 2014 vince il campionato tedesco Supersport 600 e nel 2016, vince nuovamente il titolo tedesco, stavolta nella categoria Superbike.
Nel 2017 partecipa, come pilota titolare al campionato europeo della Superstock 1000 alla guida di una Yamaha YZF-R1 del team Bayer-Bikerbox Yamaichi. Chiude la stagione al quindicesimo posto in classifica piloti con ventiquattro punti ottenuti. Torna a disputare delle gare mondiali nel 2021 partecipando, sempre come wild card, ai Gran Premi di Most e di Jerez del mondiale Superbike con il team IXS-YART Yamaha. Conquista sei punti che gli consentono di chiudere al ventiquattresimo posto nel mondiale e al quattordicesimo nella graduatoria del Trofeo Indipendenti. Nel 2022 disputa i due Gran Premi in terra Portoghese del mondiale Superbikeː uno in sostituzione dell'infortunato Roberto Tamburini, l'altro in qualità di wild card e con un altro team. Non ottiene punti. Nel 2023 gareggia nel mondiale Endurance con il team YART in equipaggio con Niccolò Canepa e Karel Hanika. Impegnato nelle gare di durata anche nel 2024, è chiamato a sostituire l'infortunato Dominique Aegerter per due Gran Premi nel mondiale Superbike dove non ottiene punti.

## Risultati in gara

### Motomondiale
| 2008 | Classe | Moto |  |  |  |  |  |  |  |  |  |    |    |  |  |  |  |  |  |  | Punti | Pos. |
| ---- | ------ | ---- |  |  |  |  |  |  |  |  |  | -- | -- |  |  |  |  |  |  |  | ----- | ---- |
| 2008 | 125    | Seel |  |  |  |  |  |  |  |  |  | 19 | NE |  |  |  |  |  |  |  | 0     |      |

| 2009 | Classe | Moto  |  |  |  |  |  |  |    |    |  |  |  |  |  |  |  |  |  |  | Punti | Pos. |
| ---- | ------ | ----- |  |  |  |  |  |  | -- | -- |  |  |  |  |  |  |  |  |  |  | ----- | ---- |
| 2009 | 125    | Honda |  |  |  |  |  |  | 14 | NE |  |  |  |  |  |  |  |  |  |  | 2     | 31º  |

| 2010 | Classe | Moto  |  |  |  |  |  |  |  |     |    |  |  |  |  |  |  |  |  |  | Punti | Pos. |
| ---- | ------ | ----- |  |  |  |  |  |  |  | --- | -- |  |  |  |  |  |  |  |  |  | ----- | ---- |
| 2010 | 125    | Honda |  |  |  |  |  |  |  | Rit | NE |  |  |  |  |  |  |  |  |  | 0     |      |

| 2011 | Classe | Moto  |  |  |  |  |  |  |  |  |     |    |  |  |  |  |  |  |  |  | Punti | Pos. |
| ---- | ------ | ----- |  |  |  |  |  |  |  |  | --- | -- |  |  |  |  |  |  |  |  | ----- | ---- |
| 2011 | 125    | Honda |  |  |  |  |  |  |  |  | Rit | NE |  |  |  |  |  |  |  |  | 0     |      |

| Legenda | 1º posto        | 2º posto            | 3º posto            | A punti      | Senza punti        | Grassetto – Pole position Corsivo – Giro più veloce |
| Legenda | Gara non valida | Non qual./Non part. | Ritirato/Non class. | Squalificato | '-' Dato non disp. | Grassetto – Pole position Corsivo – Giro più veloce |

### Campionato mondiale Superbike
| 2021 | Moto   |  |  |  |  |  |  |  |  |  |  |  |  |  |  |  |    |    |    |  |  |  |  |  |  |  |  |  |    |    |    |  |  |  |  |  |  |  |  |  |  |  |  | Punti | Pos. |
| ---- | ------ |  |  |  |  |  |  |  |  |  |  |  |  |  |  |  | -- | -- | -- |  |  |  |  |  |  |  |  |  | -- | -- | -- |  |  |  |  |  |  |  |  |  |  |  |  | ----- | ---- |
| 2021 | Yamaha |  |  |  |  |  |  |  |  |  |  |  |  |  |  |  | 10 | 12 | 19 |  |  |  |  |  |  |  |  |  | 16 | AN | 16 |  |  |  |  |  |  |  |  |  |  |  |  | 6     | 24º  |

| 2022 | Moto   |  |  |  |  |  |  |    |     |    |  |  |  |  |  |  |  |  |  |  |  |  |  |  |  |    |    |    |  |  |  |  |  |  |  |  |  |  |  |  |  |  |  | Punti | Pos. |
| ---- | ------ |  |  |  |  |  |  | -- | --- | -- |  |  |  |  |  |  |  |  |  |  |  |  |  |  |  | -- | -- | -- |  |  |  |  |  |  |  |  |  |  |  |  |  |  |  | ----- | ---- |
| 2022 | Yamaha |  |  |  |  |  |  | 16 | Rit | 17 |  |  |  |  |  |  |  |  |  |  |  |  |  |  |  | 21 | 17 | 17 |  |  |  |  |  |  |  |  |  |  |  |  |  |  |  | 0     |      |

| 2024 | Moto   |  |  |  |  |  |  |  |  |  |  |  |  |  |  |  |  |  |  |  |  |  |  |  |  |    |     |    |     |     |     |  |  |  |  |  |  |  |  |  |  |  |  | Punti | Pos. |
| ---- | ------ |  |  |  |  |  |  |  |  |  |  |  |  |  |  |  |  |  |  |  |  |  |  |  |  | -- | --- | -- | --- | --- | --- |  |  |  |  |  |  |  |  |  |  |  |  | ----- | ---- |
| 2024 | Yamaha |  |  |  |  |  |  |  |  |  |  |  |  |  |  |  |  |  |  |  |  |  |  |  |  | 17 | Rit | 18 | Rit | Rit | Rit |  |  |  |  |  |  |  |  |  |  |  |  | 0     |      |

| Legenda | 1º posto        | 2º posto            | 3º posto           | A punti      | Senza punti        | Grassetto – Pole position Corsivo – Giro più veloce |
| Legenda | Gara non valida | Non qual./Non part. | Ritirato/Non class | Squalificato | '-' Dato non disp. | Grassetto – Pole position Corsivo – Giro più veloce |